# Royal Rumble 1998
Royal Rumble 1998 è stato l'undicesimo pay-per-view omonimo prodotto dalla World Wrestling Federation. L'evento si è svolto il 18 gennaio 1998 alla San Jose Arena di San Jose, California.

## Storia
Nelle settimane precedenti al PPV, Ken Shamrock affrontò vari membri della Nation of Domination, come Kama Mustafa e Faarooq, prima del suo Match alla Rumble contro Rocky Maivia. Nella puntata di Raw Is War precedente alla Rumble, Shamrock fece coppia con Mark Henry, affrontando Rocky Maivia e D'Lo Brown, ma quando Shamrock imprigionò Maivia con una Ankle Lock, Mark Henry lo attaccò unendosi così di fatto alla NOD.

## Risultati
| # | Match | Stipulazioni                                           | Durata |
| - | --- | ------------------------------------------------------ | ------ |
| 1 | Vader ha sconfitto The Artist Formerly Known as Goldust (con Luna)                                                 | Single match                                           | 07:51  |
| 2 | Max Mini, Mosaic e Nova hanno sconfitto Battalion, El Torito e Tarantula                                           | Six-man Tag Team match con Sunny come arbitro speciale | 07:48  |
| 3 | The Rock (c) ha sconfitto Ken Shamrock per squalifica                                                              | Single match per il WWF Intercontinental Championship  | 10:52  |
| 4 | The Legion of Doom (Hawk e Animal) hanno sconfitto The New Age Outlaws (Billy Gunn e Road Dogg) (c) per squalifica | Tag Team match per il WWF Tag Team Championship        | 07:57  |
| 5 | Steve Austin vince eliminando per ultimo The Rock                                                                  | 30-man Royal Rumble match                              | 55:25  |
| 6 | Shawn Michaels (c) (con Chyna e Hunter Hearst Helmsley) ha sconfitto The Undertaker                                | Casket match per il WWF Championship                   | 22:23  |

## Royal rumble match

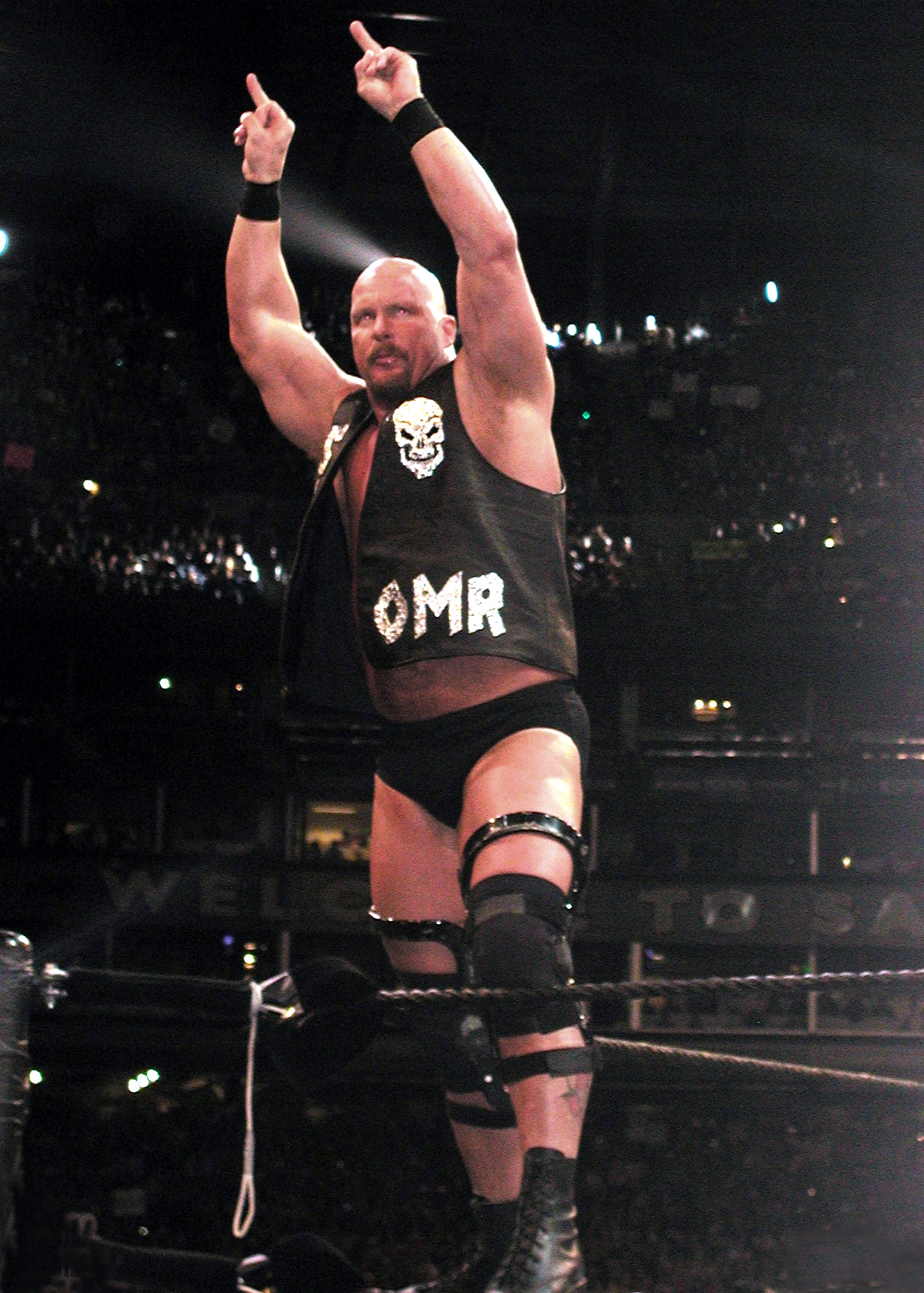
Steve Austin, vincitore del royal rumble match per la seconda volta consecutiva

L'intervallo di tempo tra l'entrata di un wrestler e il successivo era di 2 minuti.
     – Vincitore
| #  | Superstar                            | Ordine | Eliminato da                                        | Tempo | N° eliminazioni |
| -- | ------------------------------------ | ------ | --------------------------------------------------- | ----- | --------------- |
| 1  | Cactus Jack                          | 2      | Charlie                                             | 09:41 | 1               |
| 2  | Chainsaw Charlie                     | 6      | Mankind                                             | 25:19 | 3               |
| 3  | Tom Brandi                           | 1      | Jack e Charlie                                      | 00:12 | 0               |
| 4  | The Rock                             | 28     | Austin                                              | 51:32 | 3               |
| 5  | Mosh                                 | 3      | Kurrgan                                             | 13:09 | 0               |
| 6  | Phineas I. Godwinn                   | 12     | Henry                                               | 28:48 | 1               |
| 7  | 8-Ball                               | 14     | Steve Austin                                        | 30:43 | 1               |
| 8  | Blackjack Bradshaw                   | 15     | Dude Love                                           | 35:45 | 1               |
| 9  | Owen Hart                            | 10     | Triple H e Chyna                                    | 02:00 | 1               |
| 10 | Steve Blackman                       | 4      | Kurrgan                                             | 05:58 | 0               |
| 11 | D'Lo Brown                           | 16     | Faarooq                                             | 32:21 | 1               |
| 12 | Kurrgan                              | 5      | Shamrock, 8-Ball, Godwinn, Bradshaw, Charlie e Rock | 03:38 | 2               |
| 13 | Marc Mero                            | 13     | Austin                                              | 19:40 | 0               |
| 14 | Ken Shamrock                         | 9      | Rock                                                | 09:15 | 1               |
| 15 | Thrasher                             | 18     | Austin                                              | 28:08 | 0               |
| 16 | Mankind                              | 7      | Goldust                                             | 02:40 | 1               |
| 17 | The Artist Formerly Known As Goldust | 23     | Chainz                                              | 26:04 | 2               |
| 18 | Jeff Jarrett                         | 8      | Owen Hart                                           | 01:05 | 0               |
| 19 | The Honky Tonk Man                   | 17     | Vader                                               | 19:55 | 0               |
| 20 | Ahmed Johnson                        | 11     | Henry e Brown                                       | 03:18 | 0               |
| 21 | Mark Henry                           | 25     | Faarooq                                             | 19:07 | 2               |
| 22 | Skull                                | -      | Non ha potuto partecipare per via di un infortunio  | -     | 0               |
| 23 | Kama Mustafa                         | 19     | Austin                                              | 13:58 | 0               |
| 24 | Steve Austin                         | -      | Vincitore                                           | 15:58 | 7               |
| 25 | Henry O. Godwinn                     | 22     | Dude Love                                           | 11:32 | 0               |
| 26 | Savio Vega                           | 20     | Austin                                              | 09:29 | 0               |
| 27 | Faarooq                              | 27     | Rock                                                | 12:05 | 3               |
| 28 | Dude Love                            | 26     | Faarooq                                             | 07:53 | 2               |
| 29 | Chainz                               | 24     | Austin                                              | 04:56 | 1               |
| 30 | Vader                                | 21     | Goldust                                             | 02:16 | 1               |